# 趙爽
趙 爽（ちょう そう、生没年不詳）は、中国後漢末期から三国時代の呉の数学者。字は君卿。別名は趙嬰。

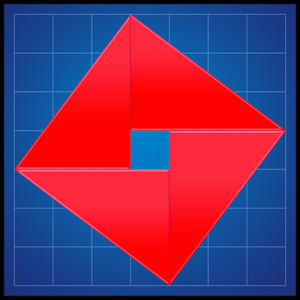
勾股円方図

## 生涯

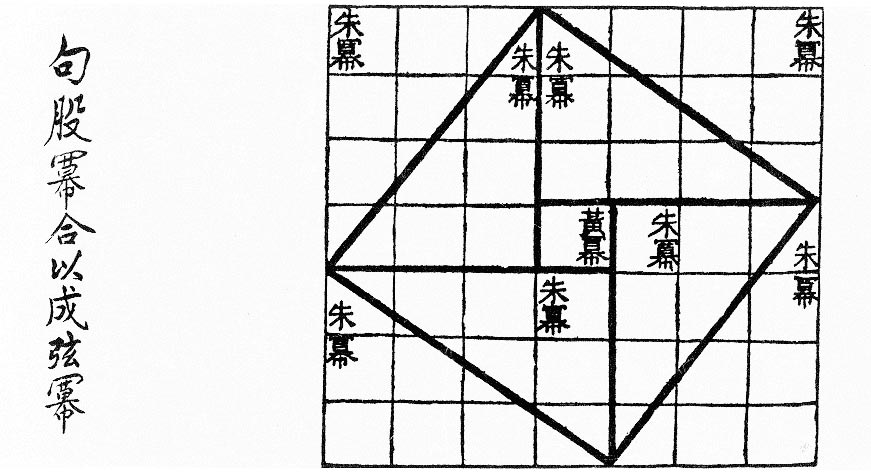
『周髀算経』の勾股円方図

記録によると、趙爽は後漢の張衡の天文学書『霊憲』と劉洪の暦書『乾象暦』を研究していたという。
黄武元年（222年）頃、趙爽は数学書『周髀算経』を深く研究し、著書の『周髀算経注』にて序文と勾股円方図や勾股定理（ピタゴラスの定理）についての詳細な注釈を530字余り記した。これは数学史上において貴重な文献となっている。

## 勾股定理（ピタゴラスの定理）

勾股円方図による勾股定理証明

勾股定理（ピタゴラスの定理）の視覚的証明

周の時代から存在するといわれる『周髀算経』には、勾股定理や勾股円方図の記述が存在するが、これを証明する定理についての記述はなかった。趙爽は『周髀算経注』の中の「勾股円方図説」において、勾股定理についての定理を証明している。
「勾股円方図説」の内容は、
- 「勾股各自乗，併之，為弦実。開方除之，即弦。」（原文）

解は、
- 「勾」・「股」は、直角三角形の直角を挟んだ辺であり、現代の数学では{\displaystyle \ a}・{\displaystyle \ b}で表されることが多い。
- 「勾股各自乗，併之，為弦実。」は、

{\displaystyle \ a^{2}+b^{2}=c^{2}}
を指す。これは現代では勾股定理（ピタゴラスの定理）の公式として知られている。
- 「弦」は、直角三角形の斜辺であり、現代の数学では{\displaystyle \ c}で表されることが多い。
- 「開方除之，即弦。」は、平方根を導き出すことである。式としては、

{\displaystyle {\sqrt {c^{2}}}=c}
を指す。
証明方法としては、
- 「按弦図，又可以勾股相乗為朱実二，倍之為朱実四，以勾股之差自相乗為中黄実，加差実，亦成弦実。」（原文）

となっている。
- これを式で表すと、

 {\displaystyle \ 2ab+(b-a)^{2}=c^{2}}
となり、整理すると、
 {\displaystyle \ a^{2}+b^{2}=c^{2}}
となる。